# داني إندي
دانييل أرنو إندي (بالفرنسية: Daniel Arnaud Ndi) (مواليد 18 أغسطس 1995) هو لاعب كرة قدم كاميروني ، يلعب في مراكز خط الوسط الهجومي والمحوري والدفاعي، ويلعب حاليًا لنادي ريال سبورتينغ خيخون الإسباني.

## روابط خارجية
- داني إندي على موقع قاعدة بيانات كرة القدم.إي يو (الإنجليزية)
- داني إندي على موقع ناشيونال فوتبول تيمز (الإنجليزية)
- داني إندي على موقع Soccerbase.com (لاعب) (الإنجليزية)
- داني إندي على موقع Soccerway.com (الإنجليزية)
- داني إندي على موقع AS.com (الإسبانية)